# محمد حسین فهیمی
محمّد حسین فهیمی (زاده ۱۳۴۲ ولسوالی بلخاب ولایت سرپل) سیاستمدار افغانستان و نماینده مردم ولایت سرپل در دوره‌های پانزدهم و شانزدهم مجلس نمایندگان است. وی در مجلس شانزدهم نمایندگان افغانستان عضو کمیسیون تفتیش و نظارت بر اجرای قانون بود. وی در سال۱۳۹۹ در زاد گاهش مورد حمله تیروریستی قرار  گرفت در نتیجه یکنفر کشته وپسرش بشدت زخمی وخودش جان بسلامت برد

## زندگی

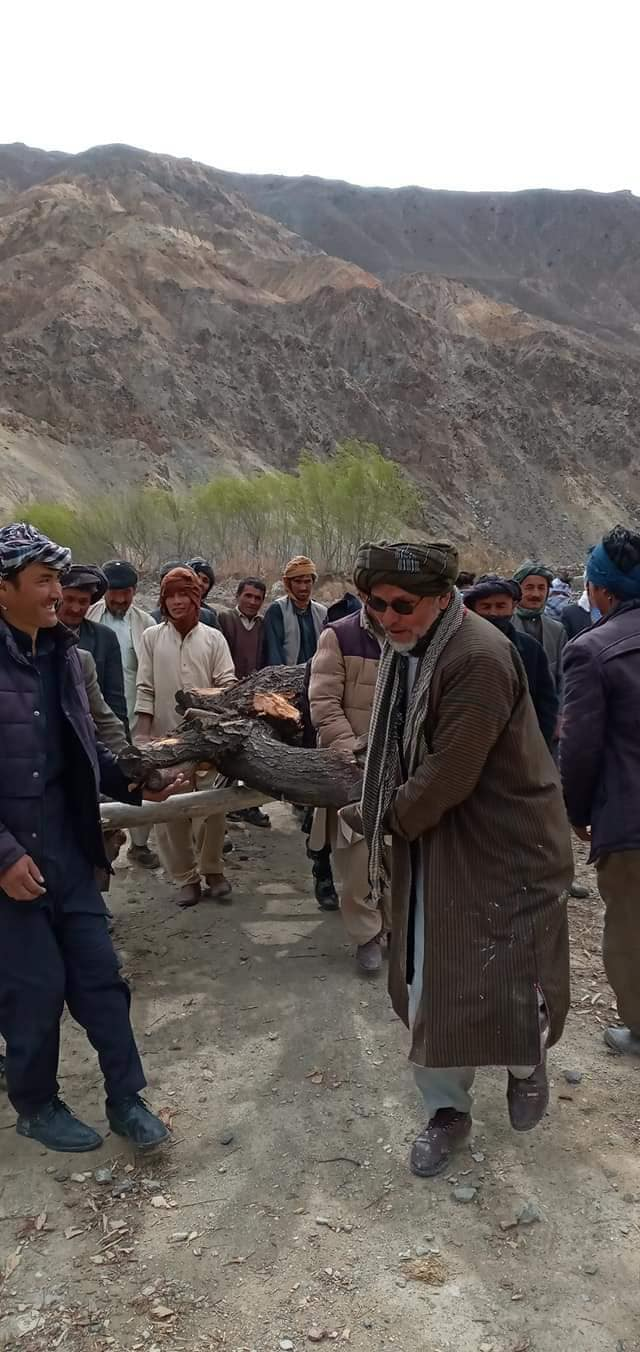

محمّد حسین فهیمی زاده سال ۱۳۴۲ از ولسوالی بلخاب ولایت سرپل است. در دورهٔ حکومت انتقالی او سلسله فعالیت‌های فرهنگی و عمرانی خود در بلخاب را از سر گرفت و چندین پروژه عام‌المنفعه و حیاتی را در ولسوالی بلخاب با همکاری مؤسسات تمویل کننده تطبیق نمود. کوه لای آبک و پل کانکریتی لرکرد از نمونه‌های این پروژه‌ها هستند. بعداً در اولین انتخابات پارلمانی با کسب بالاترین رأی در سطح ولایت سرپل به پارلمان راه یافت. وی در دوره‌های پانزدهم و شانزدهم در پارلمان از مردم سرپل نمایندگی کرد و پست و بلندی‌های زیادی در کارنامه خود دارد. او در دور هفدهم پارلمان در مبارزات انتخاباتی موفق به کسب رأی پیروزی نشد (که بسیاری دلیل آنرا بروز جنگ و فضای رعب و وحشت از سوی حزب وحدت اسلامی مردم افغانستان در روزهای پیش از انتخابات می‌دانند) و دوباره در کنار مردم بازگشته و فعالیت‌های عمرانی و فرهنگی خودش را از سر گرفت.

## تلاش برای ترور وی
در نیمه شب ۳۰ حمل سال ۱۳۹۹ دو تن افراد مسلح بنام‌های سید داود و سید عبدالله بالای منزل وی در سال ۱۳۹۹ در زاد گاهش مورد حمله تیروریستی قرار  گرفت در نتیجه یکنفر کشته وپسرش بشدت زخمی وخودش جان بسلامت برد.حمله کنندگان بعد از دستگیری اعتراف نمودند که از سوی سید محمدحسن شریفی بلخابی مأمور شدند تا فهیمی را ترور نمایند. با وخیم شدن تهدیدات امنیتی اکنون او ولسوالی بلخاب را ترک نموده‌است.

## دیگر فعالیت‌ها
دیگر فعالیت‌های ایشان:
- معاون ریاست پلان زون منطقه ای شمال در دوره دولت موقت.
- ولسوال بلخاب در دوره دولت انتقالی.

## منبع
1. 1 2 3  «محمد حسین فهیمی». پارلمان افغانستان. بایگانی‌شده از اصلی در ۵ مه ۲۰۱۷. دریافت‌شده در ۱۴ مه ۲۰۱۷.
2. 1 2  «زندگینامه اعضای ولسی جرگه از ولایت سرپل». پژواک. بایگانی‌شده از اصلی در ۶ اوت ۲۰۱۸. دریافت‌شده در ۱۴ مه ۲۰۱۷.